# エンジェル・ワイナイナ
エンジェル・ワイナイナ（Angel Wainaina、1983年 - 2009年1月28日）は、ケニアの女優、ラッパー、ラジオパーソナリティー。
1983年にワイナイナはケニアのナイロビにあるスラム街、カワングワレに生まれた。カンブイ高校時代には演劇部に所属していた。2005年に行われたミス・ケニアでは2位となっている。
ワイナイナはケニアの人気テレビ番組『コブラ・スカッド』に出演し、軍曹マリアを演じた。2007年1月15日からはケニアのゲットーラジオにおいてラジオパーソナリティを務め、ケニアで初の女性ラジオパーソナリティとなった 。
しかし2009年1月28日、ケニアのナイロビにてスーパーマーケットチェーン、ナクマットで起きた火災に巻き込まれ死亡した。ワイナイナの葬儀はナイロビの聖家族大聖堂にて行われた。

## 脚註
1. ↑  Trouw.nl, February 9, 2009: Angel Wainaina 1983-2009 (in Dutch)
2. ↑  Daily Nation, January 30, 2009: Cobra Squad star feared dead in blaze
3. ↑  AllAfrica.com, Nairobi's 'Glass House' Experience and Post-Election IDPs
4. ↑  The Standard, February 27, 2009: Angela Wainaina: Gone too soon